# Långbåge

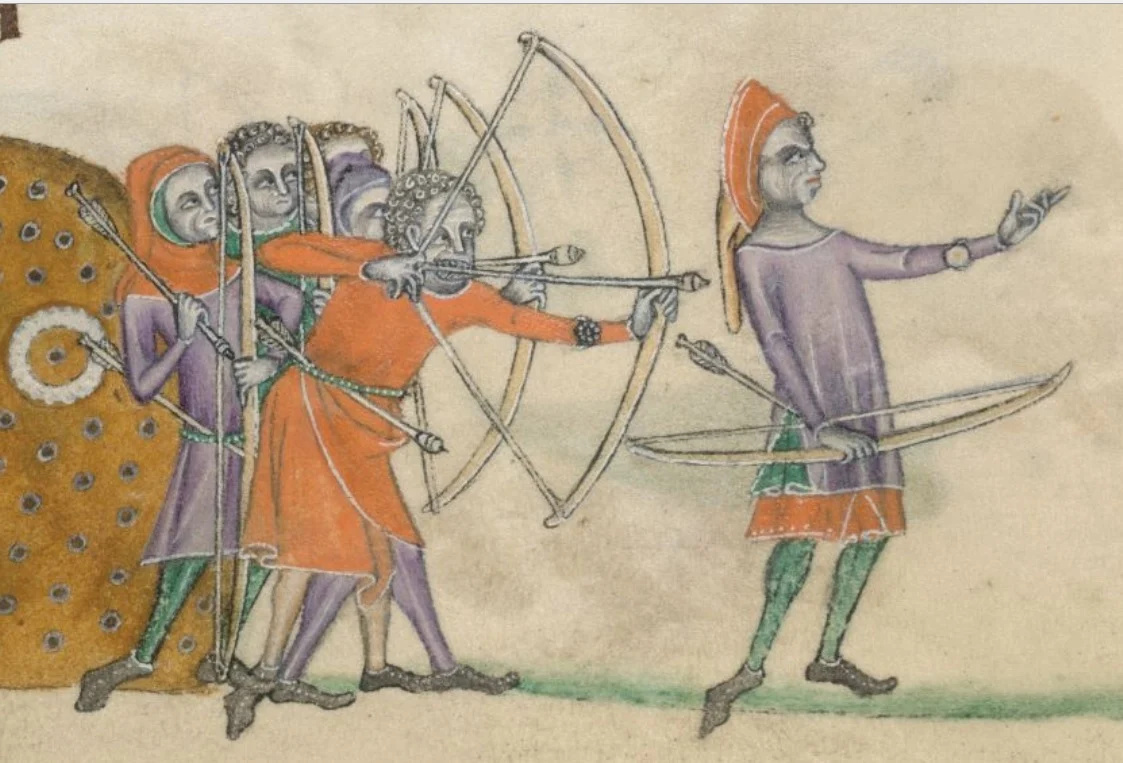
Långbågskyttar i en illustration ur Entrainement des archers gallois: Psalm 79 av Geoffrey Luttrell (1325).

En långbåge är en typ av pilbåge, mest känd idag som ett medeltidsvapen, men med en betydligt längre historia. Under medeltiden användes långbågen som krigsvapen av engelsmännen och bågarna från denna tid hör till de kraftigaste av denna typ. Dessa långbågar hade mycket stor dragstyrka för att kunna få iväg en pil tung nog för att kunna tränga igenom en rustning. Arkeologiska fynd av äldre långbågar är kända från Sigtuna, Dublin, Hedeby och från de danska mossfynden Vimose och Nydam. I Hedeby påträffades en välbevarad pilbåge med en längd på runt 190 cm. Ett av de äldsta kända långbågsfynden tillhörde Ötzi, och beräknas vara tillverkad cirka år 3 300 år f.Kr. Det största arkeologiska fyndet av långbågar kommer från The Mary Rose, ett engelskt örlogsfartyg som förliste i ett sjöslag 1545.
De tillverkades oftast av idegran under medeltiden och processen med att göra bågen kunde ta flera år i anspråk om man räknar in träets torktid. Virket, idegranen, till bågarna importerades i stor utsträckning från Spanien. Ofta var bågarna längre än bågskyttarna, genomsnittslängden på bågarna från Mary Rose var 198 cm. Det finns uppgifter om att de engelska långbågarna kunde skjuta över 300 meter och var dödliga mot riddare i full rustning på uppemot 220 meter. Dessa uppgifter har ifrågasatts på senare tid. 
Engelsmännens användning av långbågar byggde på att många bågskyttar avlossade skurar av pilar på långt håll samtidigt, vilket hade en massiv effekt om man hade många skyttar. Bågarna var även träffsäkra på närmare håll, men krävde lång fysisk och teknisk träning för skytten. Långbågsmännen själva var kraftiga, eftersom det krävdes stor styrka att spänna och avfyra en båge. Vidare var de medeltida långbågsskyttarna rustade med närstridsvapen för försvar om fienden kom nära eller om pilarna i kogret tog slut.
Långbågar användes av kelterna när anglosaxarna invaderade Wales under 600-talet. Under hundraårskriget avgjorde långbågen slagen vid Crécy 1346 och Azincourt 1415, och kom till god användning även i slaget vid Poitiers 1356, men mot senare delen av kriget hade fransmännen lärt sig faran. Starkt fortifierade samlingar långbågsskyttar kunde orsaka enorm skada på en annalkande armé.
De användes fram till och med 1500-talet när eldvapen blev allt vanligare.
I övriga delar av Europa användes armborstet på liknande sätt från 1200-talet och framåt.